# Arenaria retusa
Arenaria retusa är en nejlikväxtart. Arenaria retusa ingår i släktet narvar, och familjen nejlikväxter.

## Underarter
Arten delas in i följande underarter:
- A. r. arundana
- A. r. retusa